# Real People (serie televisiva)
Real People è un reality show statunitense andato in onda il mercoledì dalle 20:00 alle 21:00 tra il 1979 e il 1984. Il programma presente real people (persone reali), al contrario delle celebrità, con occupazioni e hobby unici.

## Sinossi
Real People propone dei filmati con protagonisti le persone con un'occupazione o un hobby unici. Occasionalmente, qualcuno di essi veniva portato in studio per interagire con il pubblico. Nelle sue prime edizioni, il programma è stato uno degli show più popolari della NBC, spesso al vertice delle classifiche. Tra i padroni di casa regolari c'erano John Barbour, Sarah Purcell, Byron Allen, Skip Stephenson, Bill Rafferty, Mark Russell, Peter Billingsley e Fred Willard.